# Lijst van gevelniskapelletjes in Lennik
Dit is een niet-uitputtende lijst van gevelniskapelletjes in de Vlaams-Brabantse gemeente Lennik. Het zijn gevelkapellen die uitgespaard zijn in nissen.

## Gevelniskapel Tuitenbergstraat 73

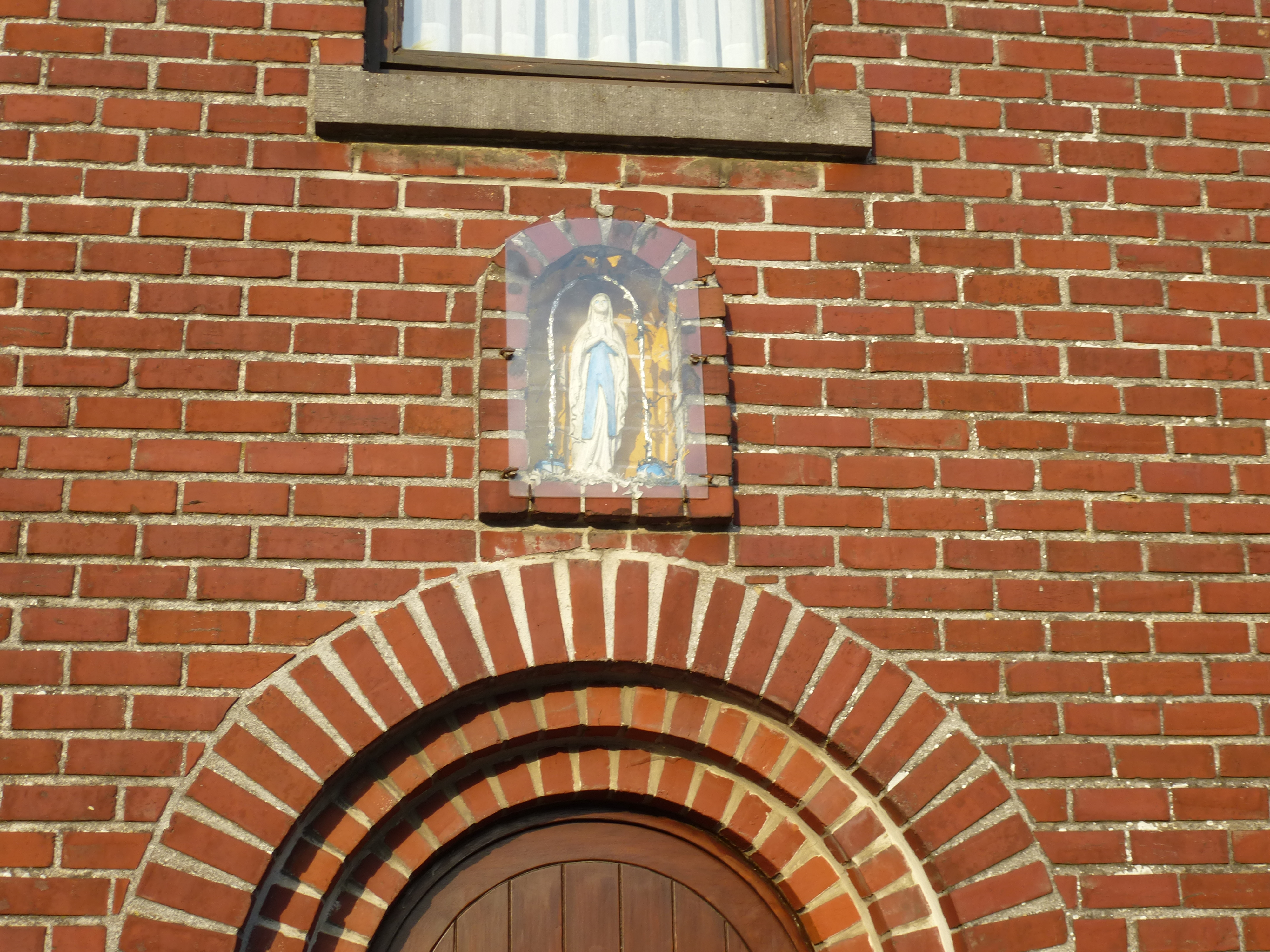
Gevelniskapel gelegen aan de Tuitenbergstraat 73.

Deze bevindt zich in de deelgemeente Sint-Kwintens-Lennik. De kapel is ingewerkt in de voorgevel boven de deur van het woonhuis aan de Tuitenbergstraat 73.
De nis heeft een bakstenen omlijsting en bevat een polychroom Mariabeeld, omgeven met bloemenstukken. Het geheel wordt afgeschermd door een glazen plaat. 

## Gevelniskapellen Carnaalstraat

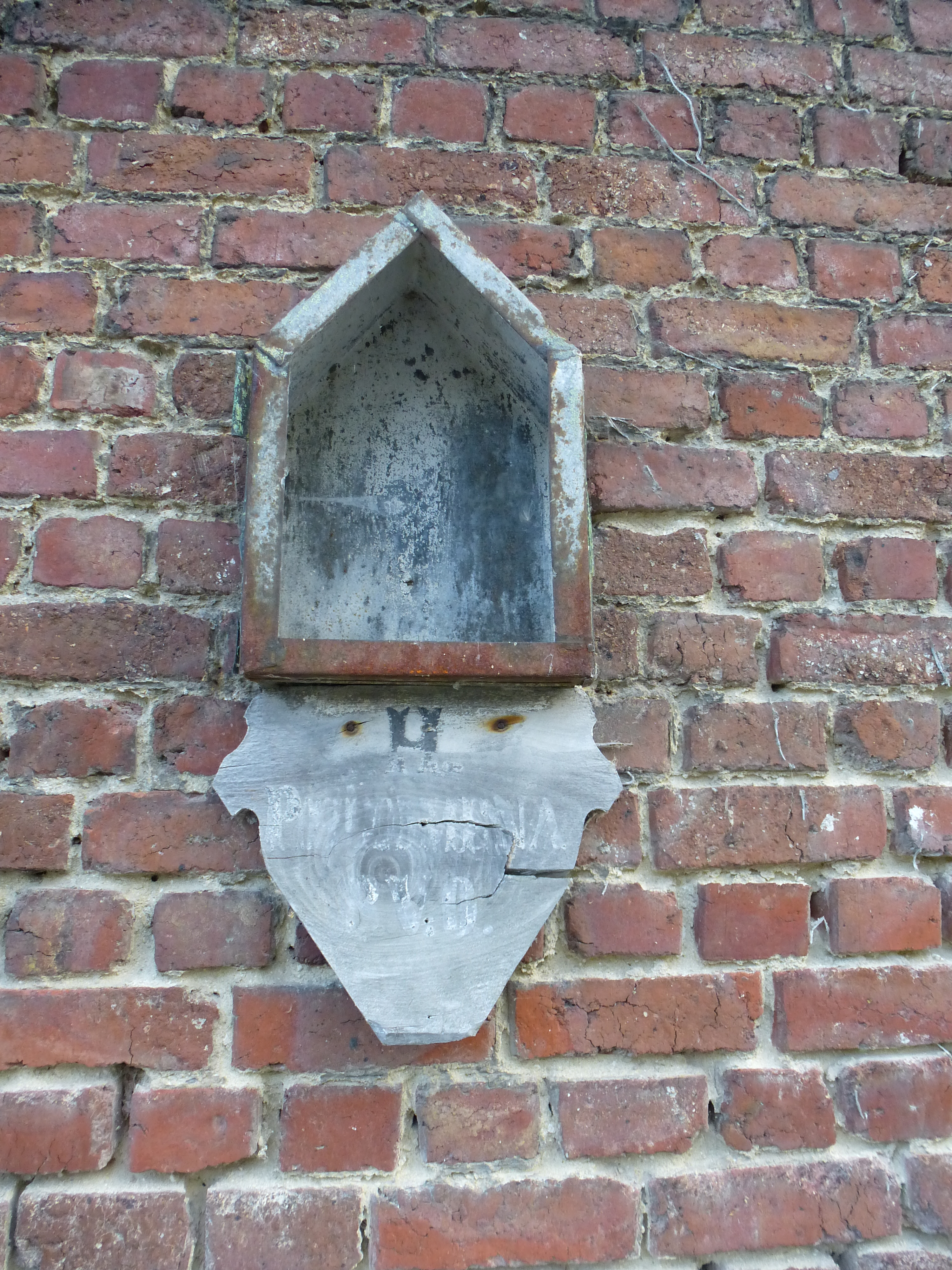
Niskapel gelegen aan de Carnaalstraat.

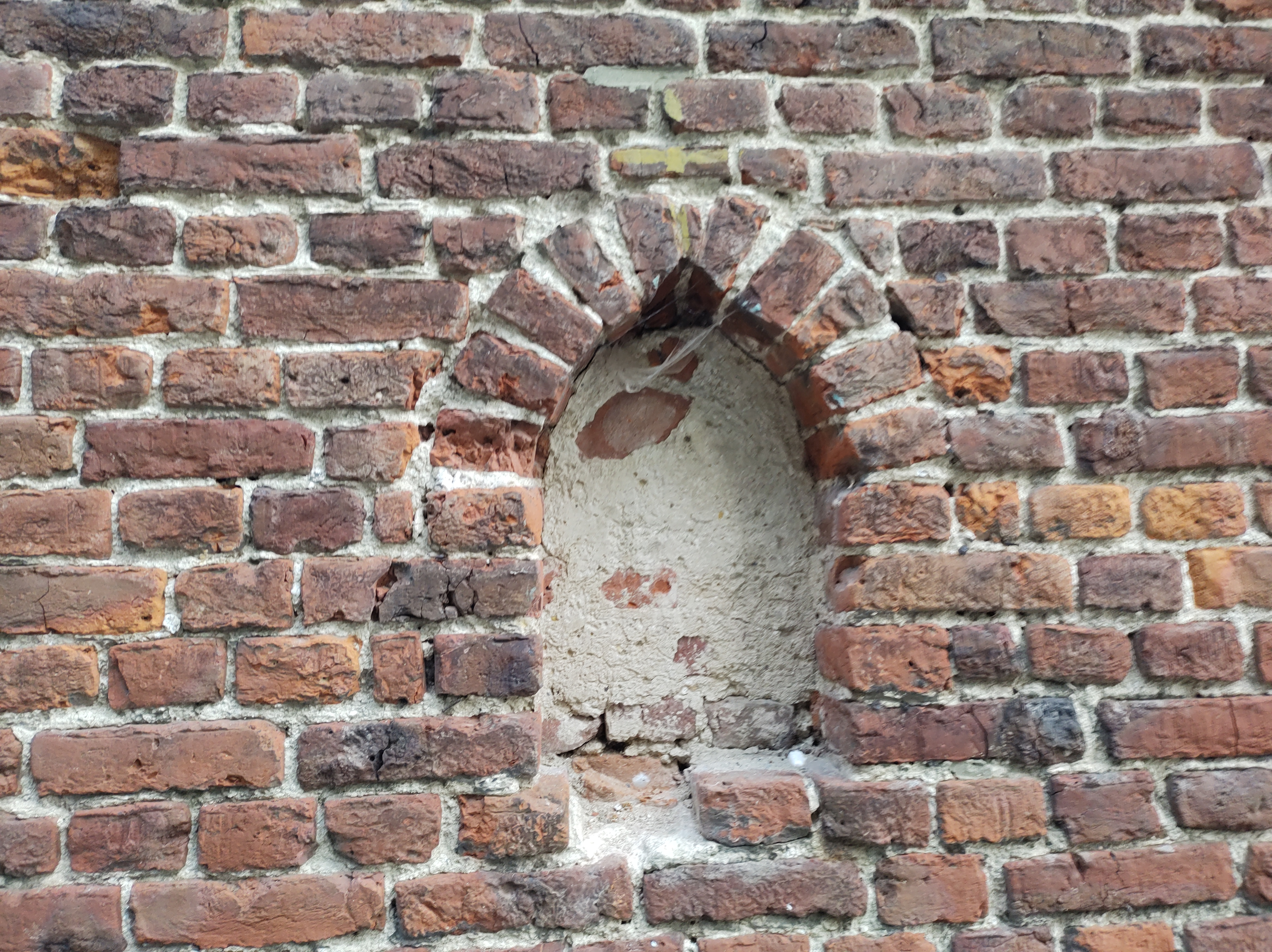
Gevelniskapel gelegen aan de Carnaalstraat.

Deze twee kapellen zijn ingewerkt in de muur van de school aan de Carnaalstraat, voorheen een klooster, in de deelgemeente Eizeringen.
De ene kapel is vervaardigd uit metaal en is voorzien van een houten bord waarop ‘H. Philomena D.V.O.’ staat geschilderd. De andere heeft een bakstenen omlijsting en een bepleisterde nis. In beide nissen is het heiligenbeeld verdwenen. De lege nisjes bevinden zich in de oude kloostermuur, en verwijzen nog naar de processieweg voor de Heilige Philomena. Deze werd bij het aanbreken van de Eerste Wereldoorlog dagelijks afgewandeld. Tijdens deze bedevaart werd de rozenkrans gebeden tegen de oorlogsellende.

## Gevelniskapel Nellekenstraat 84

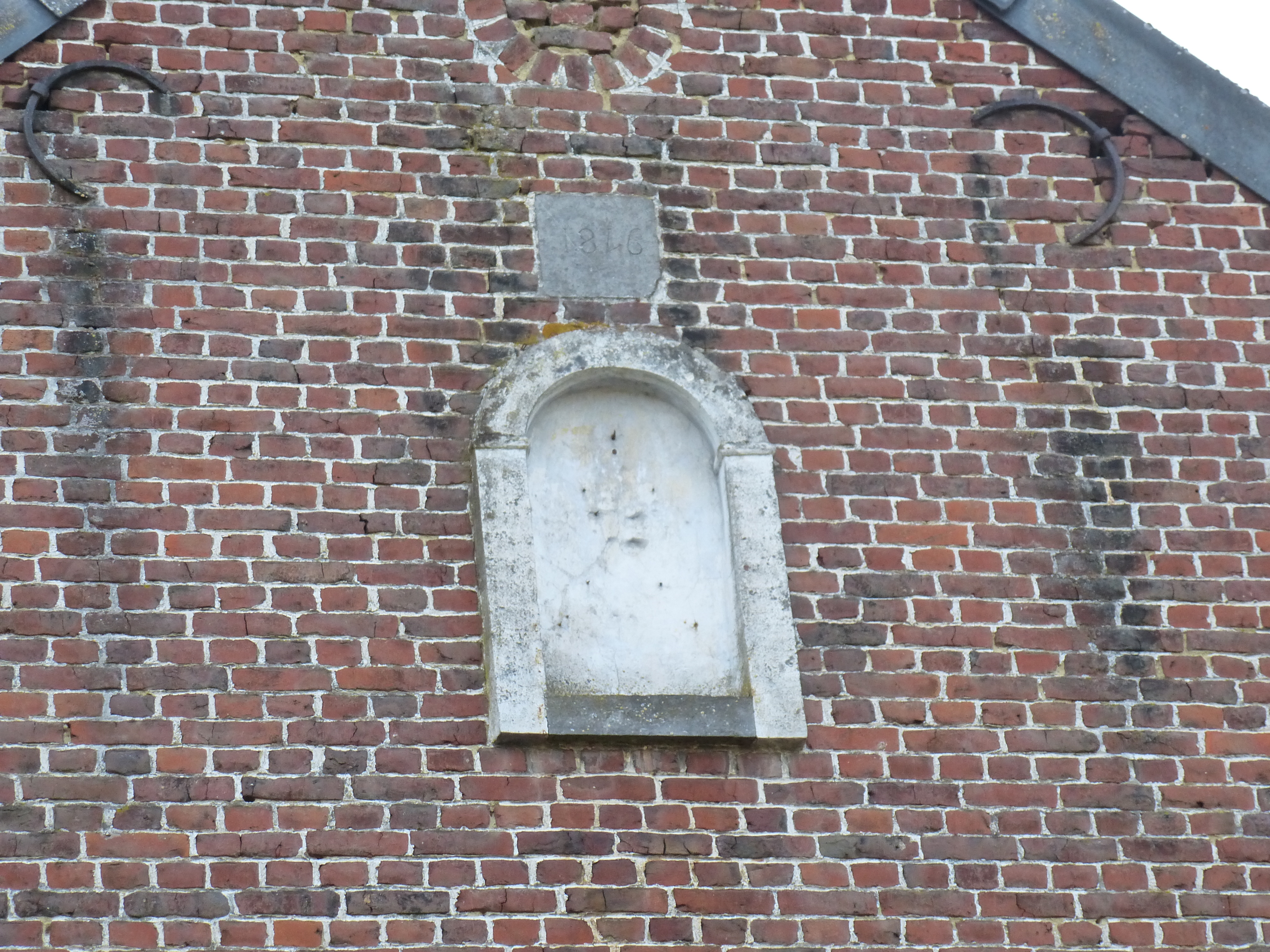
Gevelniskapel gelegen aan de Nellekenstraat 84.

Deze kapel bevindt zich in de deelgemeente Sint-Kwintens-Lennik. Zij is ingewerkt in de kopgevel van de langsschuur van de hoeve aan de Nellekenstraat 84, die aangeduid is als vastgesteld bouwkundig erfgoed.
De nis wordt omlijst door een rondboog; beide zijn wit gepleisterd. Vandaag is de nis leeg, maar de ijzeren pinnen wijzen erop dat er zich ooit een beeld moet bevonden hebben
Boven het kapelletje geeft een gevelsteen het bouwjaar 1846. Daarboven is een oculus ingewerkt in de gevel. 

## Gevelniskapel Tuitenbergstraat 93
Deze kapel bevindt zich in Sint-Martens-Lennik. De niskapel is ingewerkt in de kopgevel van het woon-stalhuis aan de Tuitenbergstraat 93.
De nis heeft een grijze omlijsting die is bekroond met een kruis. Het beeld in de nis is verdwenen na de renovatie van het woonhuis. Op de afbeelding van Google Streetview van 2009 is het beeld wel nog te zien. 

## Gevelniskapel Carnaalstraat

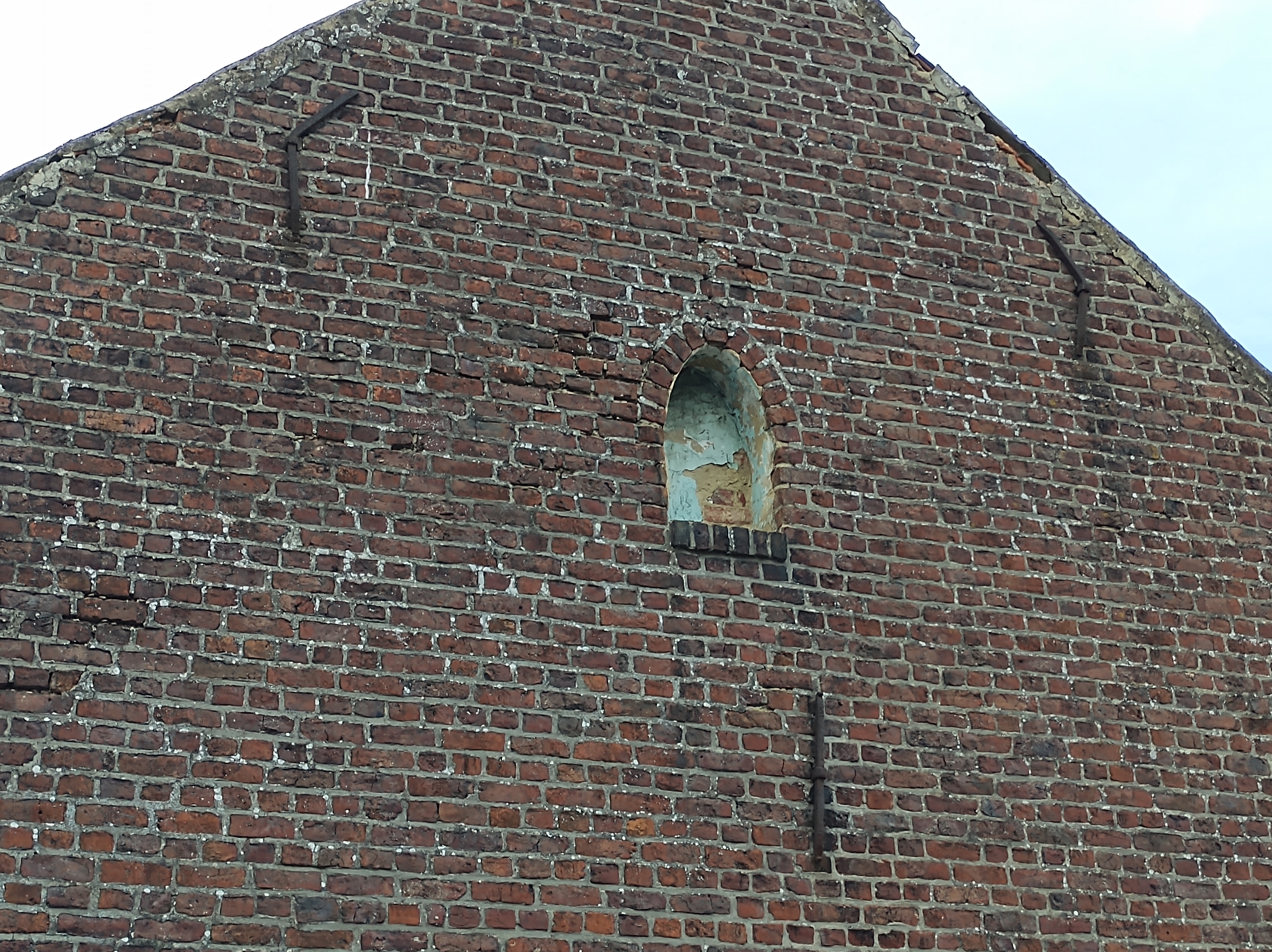
Gevelniskapel gelegen aan de hoek van de Luitenant Jacopsstraat en Carnaalstraat.

Deze kapel bevindt zich in de deelgemeente Eizeringen. Ze is ingewerkt in de blinde muur van het woonhuis, gelegen aan de hoek van de Luitenant Jacopsstraat en Carnaalstraat.
De nis is gepleisterd en heeft een bakstenen omlijsting. Het heiligenbeeld is verdwenen.